# Pennigsehl
Pennigsehl est une commune allemande de l'arrondissement de Nienburg/Weser, Land de Basse-Saxe.

## Géographie
La commune comprend les quartiers de Mainsche, Hesterberg et Pennigsehl.
|            | Borstel    | Wietzen  |
| Steyerberg | Pennigsehl | Binnen   |
|            | Steyerberg | Liebenau |

Pennigsehl se situe près de la Bundesstraße 214 entre Nienburg/Weser et Sulingen.

## Histoire
Des fouilles archéologiques et des tumulus prouvent une habitation durant l'Âge de bronze.
Hesterberg est mentionné pour la première fois en 1039. Pennigsehl l'est en 1300 dans un registre du comté de Hoya. Après la dissolution du comté, il revient au duché de Brunswick-Lunebourg.
Durant la guerre de Trente ans, plusieurs fermes sont détruites.
Le 11 avril 1945, une unité de chars anglais arrive à Pennigsehl.

## Jumelage
- Plötzkau,  Saxe-Anhalt, depuis 1992.

## Source, notes et références
- (de) Cet article est partiellement ou en totalité issu de l’article de Wikipédia en allemand intitulé « Pennigsehl » (voir la liste des auteurs).